# أنايس ميشيل
أنايس ميشيل (بالفرنسية: Anaïs Michel)‏ هي رباعة فرنسية، ولدت في 12 يناير 1988 في لانجر في فرنسا.

## وصلات خارجية
- أنايس ميشيل على موقع الاتحاد الدولي (الإنجليزية)
- أنايس ميشيل على موقع مشروع نتائج رفع الأثقال الدولية (الإنجليزية)
- أنايس ميشيل على موقع IAT Database Weightlifting (الألمانية)
- أنايس ميشيل على موقع اللجنة الأولمبية الدولية (الإنجليزية)
- أنايس ميشيل على موقع أوليمبيديا (الإنجليزية)
- أنايس ميشيل على موقع اللجنة الأولمبية الفرنسية (مؤرشف) (الفرنسية)